# 3036 Krat
3036 Krat је астероид са пречником од приближно 42,39 .
Афел астероида је на удаљености од 3,518 астрономских јединица (АЈ) од Сунца, а перихел на 2,906 АЈ.
Ексцентрицитет орбите износи 0,095, инклинација (нагиб) орбите у односу на раван еклиптике 22,883 степени, а орбитални период износи 2103,196 дана (5,758 година).
Апсолутна магнитуда астероида је 9,80 а геометријски албедо 0,118.
Астероид је откривен 11. октобра 1937. године.